# One More Pictures
One More è una società di produzione audiovisiva fondata nel 2006 da Manuela Cacciamani e specializzata nella realizzazione di film, spot TV, documentari, campagne web, video musicali e prodotti di narrativa multimediale in realtà virtuale.

## Storia
La società ha 3 divisioni: One More Pictures, One More Education e One More innovation. 
Fairytale (2013) e Neverlake (2013) sono i due primi titoli horror prodotti in lingua inglese mentre In fondo al bosco (2015) è il primo progetto cinema prodotto da Sky Italia in coproduzione con One More Pictures.
Nel 2018 la società produce il film fantasy Ötzi e il mistero del tempo con Michael Smiley, Alessandra Mastronardi e Vinicio Marchioni. Questo titolo vince il premio per il miglior film nella sezione Elements+6" del Giffoni Film Festival. Nel 2019 Bar Giuseppe di Giulio Base con Ivano Marescotti, Virginia Diop e Nicola Nocella è presentato in anteprima alla 14ª Festa del Cinema di Roma nella sezione "Riflessi". Durante l'emergenza Covid viene distribuito in anteprima sulla piattaforma RaiPlay. Gli altri lungometraggi prodotti da One more Pictures sono L'uomo dal fiore in bocca (2021) di Gabriele Lavia; Il maledetto (2022) di Giulio Base; Un oggi alla volta (2023) di Nicola Conversa.
Grande è l'attenzione alle tematiche sociali, con un particolare interesse per il mondo segli adolescenti e della loro educazione, che si esprime nella produzione di cortometraggi e contenuti brevi dedicati ad approfondire, divulgare e informare su tematiche come la resilienza, l'alienazione parentale, la violenza sulle donne e l'uso consapevole dei social media. Per tre anni consecutivi dal 2014 al 2017, in occasione della Mostra internazionale del cinema di Venezia, One More Pictures presenta Un'altra storia, Ancora un'altra storia e L'amore che vorrei, cortometraggi che raccontano la violenza di genere, psicologica e parentale. Nel 2017 e nel 2018 è la volta di due eventi speciali in collaborazione con Medicinema: L'eroe e Roba da grandi, sul tema della resilienza e al fine di promuovere la realizzazione di sale cinematografiche negli ospedali.
Dal 2019 i progetti, prodotti con Rai Cinema, diventano crossmediali e multipiattaforma: cortometraggi, versioni in realtà virtuale, social story e video mapping narrativi. Nel 2019 Happy Birthday di Lorenzo Giovenga (vincitore della prima edizione del concorso La realtà che NON esiste) con Achille Lauro, Fortunato Cerlino e Jenny De Nucci viene presentato come evento speciale alla Mostra del Cinema di Venezia, il progetto crossmediale affronta il tema di attualità degli Hikikomori. La locandina è un artwork donato dal regista Terry Gilliam.  
La realtà che NON esiste è il concorso promosso da One More Education con Rai Cinema per promuovere lo storytelling digitale illustrando quelli che sono i rischi e le opportunità del web, delle teconologie e emergenti e dei social media. Al concorso posso partecipare autori under 35, la sceneggiatura vincitrice diventa un cortometraggio prodotto da One More e distribuito sulla piattaforma Rai Play.
Nel 2020, la 77ª Mostra internazionale d'arte cinematografica di Venezia ha ospitato come evento speciale Revenge Room - il cortometraggio vincitore della seconda edizione del contest "La realtà che NON esiste" che tratta il tema del revenge porn ovvero la diffusione sul web tramite sistemi di messaggistica e social di immagini o video privati a sfondo sessuale per scopi vendicativi e senza il consenso della persona coinvolta. Il progetto transmediale è declinato in tre diversi formati, un corto lineare, una versione in virtual reality e un video mapping narrativo. Revenge Room è supportato da RaiPlay, Rai Com, Videocittà, Talent Garden, l'Università Rufa e ScuolaZoo. 
Questi i corti vincitori di "La realtà che NON esiste" oltre a Revenge Room e Happy Birthday: La regina di cuori (2021) di Thomas Turolo, con Beatrice Vendramin, Maria Sole Pollio, Cristiano Caccamo e con la partecipazione straordinaria di Giuseppe Battiston; La bambola di pezza (2022) di Nicola Conversa con Mariasole Pollio, Giancarlo Commare, Tommaso Cassissa, Ludovica Coscione e con la partecipazione straordinaria di Claudia Gerini; A voce nuda di Mattia Lobosco (2023) con Ginevra Francesconi, Luigi Fedele, Julia Magrone, con la partecipazione di Andrea Delogu e la partecipazione straordinaria di Mr. Rain.
Oltre ai lungometraggi e ai contrometraggi One More Pictures produce anche documentari: The courage to dare (2016) di Elisa Fuksas; Stars (2017) di Veronica Mengoli; Il viaggio degli eroi (2022) di Manlio Castagna; Pooh-Un attimo ancora (2023) di Nicola Conversa.
One More Innovation sviluppa esprienze immersive, applicazioni e contenuti in realtà aumentata e virtuale realizzando. Le produzioni più importanti sono state realizzate per Rai Cinema Channel, come i red carpet della Mostra del Cinema di Venezia, della Festa del Cinema di Roma e il dietro le quinte di set cinematografici come Gli anni più belli di Gabriele Muccino e Hammamet di Gianni Amelio. Tra le altre esperienze legate alle tecnologie emergenti realizzate da One More innovation, quelle per il Balloon Museum e MSC Crociere e il The Jackal Metashow, un live show interattivo basato sulla tecnologia del 5G.

## Produzioni

### Lungometraggi
- Fairytale (2012), diretto da Christian Bisceglia e Ascanio Malgarini, co-produzione Rai Cinema
- Neverlake (2013), diretto da Riccardo Paoletti, co-produzione Rai Cinema
- In fondo al bosco (2015), diretto da Stefano Lodovichi, in collaborazione con Sky Cinema
- Ötzi e il mistero del tempo (2018), diretto da Gabriele Pignotta, co-produzione Rai Cinema in collaborazione con Axed, Lynx e Micene
- Bar Giuseppe (2019), diretto da Giulio Base, co-produzione Rai Cinema
- L'uomo dal fiore in bocca (2021), diretto da Gabriele Lavia, prodotto da One More Pictures con Rai Cinema con il contributo di Apulia Film Commission
- Il maledetto (2022), diretto da Giulio Base, prodotto da One More Pictures, Rai Cinema, con il contributo di Apulia Film Commission
- Un oggi alla volta (2024), diretto da Nicola Conversa, prodotto da One More Pictures con Vision Distribution in collaborazione con Rai Cinema e Trentino Film Commission

### Cortometraggi
- Un'altra storia (2014), diretto da Gabriele Pignotta, co-produzione Rai Cinema, in associazione con Cannizzo Produzioni e Trussardi
- Ancora un'altra storia (2015), diretto da Gabriele Pignotta, co-produzione Rai Cinema e in collaborazione con K+ Film e Cannizzo Produzioni
- L'amore che vorrei (2016), diretto da Gabriele Pignotta, co-produzione Rai Cinema e per Doppia Difesa Onlus
- L'eroe (2017), diretto da Andrea De Sica, co-produzione Rai Cinema e per Medicinema
- Roba da grandi (2018), diretto da Rolando Ravello, co-produzione Rai Cinema e per Medicinema
- Happy Birthday (2019), diretto da Lorenzo Giovenga
- Revenge Room (2020), diretto da Diego Botta, co-produzione Rai Cinema
- Lo spioncino (2021), diretto da Tiziana Martini, prodotto da One More Pictures per Novartis
- Azione (2019), diretto da Gabriele Lavia, prodotto da One More Pictures
- Dolente bellezza (2021), diretto da Roberto Recchioni, prodotto da One More Pictures con Direct2Brain
- Re-Imagine (2021), diretto da Gianluca Mangiasciutti, prodotto da One More Pictures per Novartis
- La regina di cuori (2021), diretto da Thomas Turolo, prodotto da One More Pictures, Direct2Brain con Rai Cinema
- La bambola di pezza (2022), diretto da Nicola Conversa, co-produzione Rai Cinema
- A voce nuda (2023), diretto da Mattia Lobosco, prodotto da One More Pictures e Rai Cinema
- Unfitting (2023), diretto da Giovanna Mezzogiorno, prodotto da One More Pictures in collaborazione con Grazia e Bulgari

### Documentari
- The courage to dare (2016), diretto da Elisa Fuksas, prodotto da One More Pictures e Rai Com
- Stars (2017), diretto da Veronica Mengoli, prodotto da Cannizzo Produzioni e One More Pictures, in collaborazione con Rai Cinema
- Il viaggio degli eroi (2022), diretto da Manlio Castagna, proodotto da One More Pictures, Rai Cinema e Rai Com
- Pooh-Un attimo ancora (2023), diretto da Nicola Conversa, prodotto da One more Pictures con TOED FILM in collaborazione con TAMATA e con RAI DOCUMENTARI